# GNU toolchain
GNU toolchain je souborné pojmenování kolekce nástrojů k programování vytvořených v rámci projektu GNU. Tyto nástroje se používají k vývoji aplikací a operačních systémů. GNU toolchain hraje zásadní roli ve vývoji Linuxového jádra, BSD a softwaru pro vestavěné systémy. Části GNU toolchainu byly portovány na jiné počítačové platformy jako je Solaris, Mac OS X, Microsoft Windows (přes Cygwin a MinGW/MSYS) a Sony PlayStation 3, nebo jsou používány při křížovém vývoji pro jiné platformy.
Projekty zahrnuté v GNU toolchain jsou tyto:
- GNU make: nástroj pro automatickou kompilaci;
- GNU Compiler Collection (GCC): sada překladačů pro několik různých programovacích jazyků;
- GNU Binutils: sada nástrojů zahrnujících linker a jiné nástroje;
- GNU Debugger (GDB): ladící nástroj;
- GNU build system (autotools):
  - Autoconf
  - Autoheader
  - Automake
  - Libtool